# Colleen Ballinger
Colleen Ballinger (ur. 21 listopada 1986 w Santa Barbara) – amerykańska youtuberka, aktorka i piosenkarka, znana dzięki wcielaniu się w fikcyjną postać youtuberki Mirandy Sings. Laureatka Teen Choice Award w kategorii „Gwiazda sieci: Komedia” (2015). Amerykańskie czasopismo „The Hollywood Reporter” umieściło ją w swoim zestawieniu „25 cyfrowych gwiazd”. 

## Życiorys
Urodziła się i wychowała w Santa Barbara w Kalifornii. Jest córką menedżera sprzedaży Tima Ballingera i jego żony Gwen. Ma dwóch starszych braci: Christophera i Trenta, oraz młodszą siostrę Rachel.
Ukończyła San Marcos High School, a w 2008 otrzymała dyplom na Azusa Pacific University, gdzie studiowała na wydziale wokalnym.

### Kariera

#### Kariera aktorska i muzyczna

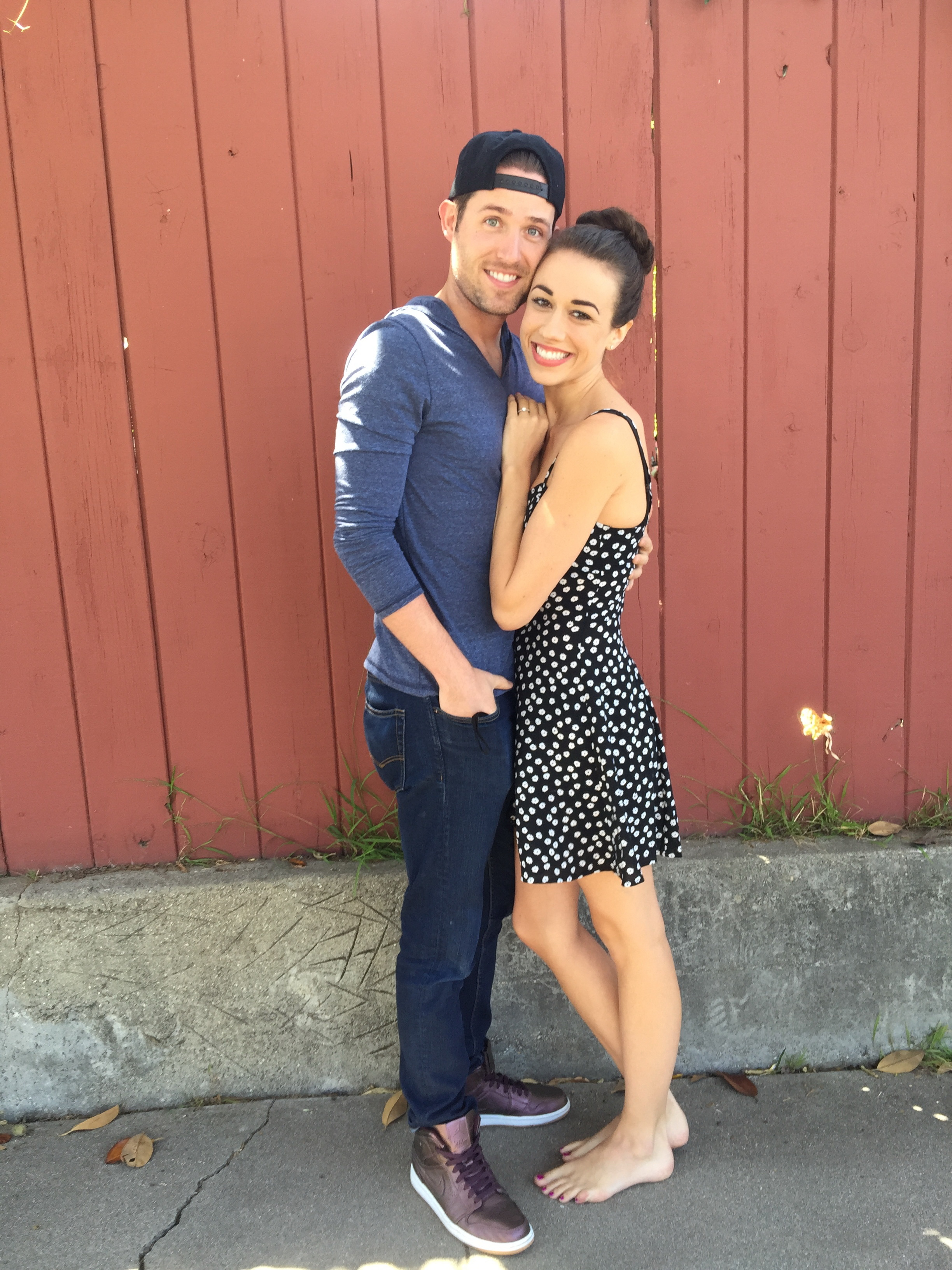
Colleen Bellinger i jej były mąż Joshua David Evans

W latach 2007–2009 pracowała w Disneylandzie w Kalifornii, gdzie udzielała dzieciom prywatnych lekcji głosu oraz gry na fortepianie, a także występowała na przyjęciach i wydarzeniach kabaretowych. W 2009 zagrała postać Kelsi Nielsen w inscenizacji musicalu High School Musical wystawianej w Candlelight Pavilion Dinner Theatre w Claremont.
W 2010 pojawiła się gościnnie na płycie studyjnej pt. More With Every Line Tima Protteya-Jonesa, a w 2011 zaśpiewała gościnnie na albumie pt. Self Taught, Still Learning Chrisa Passeya. W czerwcu 2011 wcieliła się w postać Lyndy Bird Johnson w sztuce pt. First Kids wystawianej w nowojorskim Ripley-Grier Studio, a w październiku zagrała Kirke w musicalu Odyssey – The Epic Musical w Amerykańskim Teatrze Aktorów w Nowym Jorku.
W 2012 zagrała pielęgniarkę Royal w internetowym serialu Dr. Fubalous. W 2013 zagrała gościnnie w jednym z odcinków internetowego serialu The Flipside, a także wcieliła się w rolę Amary w internetowym serialu Hipsterhood. W tym samym roku pojawiła się w odcinku pt. I’m Famous Online programu True Life na kanale MTV. W 2014 pojawiła się gościnnie w jednym z odcinków internetowego serialu MyMusic.
W styczniu 2015 gościnnie współprowadziła program The View w telewizji ABC. Na przełomie czerwca i lipca grała samą siebie oraz Mirandę Sings w sześcioodcinkowym serialu-parodii pt. How to Makeup. W tym samym roku zaśpiewała gościnnie w utworze „Clouds”, który znalazł się na EP-ce Fluli Borga pt. I Want to Touch You.
W 2016 wystąpiła w kampanii reklamowej marki pizzeryjnej DiGiorno. W listopadzie 2018 pojawiła się gościnnie w teledysku do piosenki Ariany Grande „Thank U, Next”.

#### Kariera w sieci

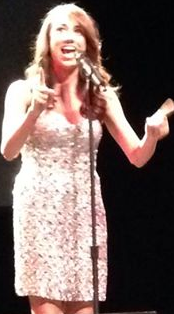
Colleen Bellinger podczas występu, 2014

Pod koniec lipca 2006 założyła swój kanał w serwisie YouTube o nazwie PsychoSoprano. Publikuje na nim filmy, w którym m.in. odpowiada na pytania internautów oraz dzieli się z fanami prywatnymi wydarzeniami z życia. Do tej pory filmy opublikowane na kanale PsychoSoprano uzyskały łączny wynik ponad 650 milionów wyświetleń, a zasubskrybowało ponad 4 miliony użytkowników.
Pod koniec stycznia 2008 uruchomiła na YouTube kanał o nazwie Miranda Sings. Publikuje na nim filmy, w których wciela się w fikcyjną postać o nazwie Miranda Sings. Wszystkie filmy na tym kanale obejrzało łącznie ponad miliard razy, a sam profil zasubskrybowało ponad 6,7 miliona użytkowników. Pod koniec grudnia 2014 Ballinger uruchomiła swój trzeci kanał o nazwie Colleen Vlogs, na którym publikuje filmy m.in. zza kulis swoich tras koncertowych. W ramach promocji swoich kanałów jest aktywna w mediach społecznościowych, takich jak Instagram (ponad 4,6 mln obserwujących internautów na kanale Miranda Sings i ponad 3,4 mln – na Colleen Bellinger), Twitter(ponad 2,3 mln na Miranda Sings i ponad 1,2 mln na Colleen Bellinger) i Facebook (ponad 1,8 mln polubień fan page’a Mirandy Sings i ponad 250 tys. Colleen Bellinger.
W 2015 otrzymała trzy nominacje do Streamy Awards, ostatecznie zdobywając statuetkę w kategorii „Aktorka”.

#### Kariera jako Miranda Sings

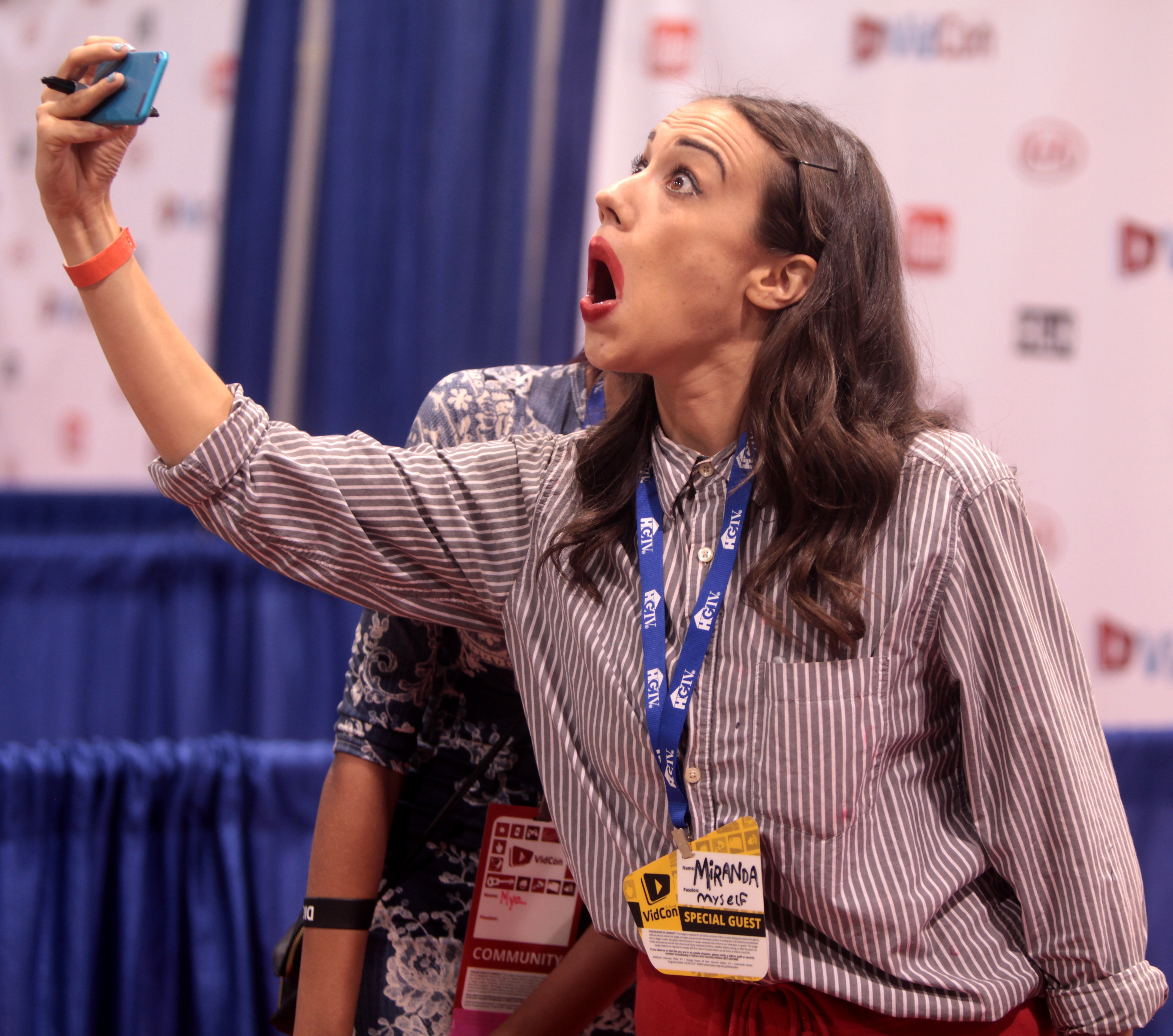
Colleen Bellinger jako Miranda Sings podczas konferencji VidCon, czerwiec 2014

Pod koniec stycznia 2008 uruchomiła kanał na YouTube o nazwie Miranda Sings. Publikuje na nim filmy, w których wciela się w fikcyjną postać Mirandę Sings. Wszystkie filmy na tym kanale obejrzało łącznie ponad miliard razy, a sam profil zasubskrybowało ponad 10,6 miliona użytkowników. Bohaterka jest narcystyczną, ekscentryczną, infantylną kobietą bez żadnego talentu, która ma obsesję na punkcie popularności oraz wierzy, że urodziła się jako znana. Jak tłumaczyła Bellinger, postać Mirandy Sings jest satyrą inspirowaną filmikami nagrywanymi przez słabe wokalnie, ale egoistyczne użytkowniczki portalu YouTube, które publikują swoje wykonania kolejnych piosenek, pomimo wielu krytycznych komentarzy od „hejterów”. Na publikowanych filmikach m.in. śpiewa znane piosenki poza rytmem, fałszując, a także udziela niepraktycznych porad.

## Życie prywatne
W 2014 zaręczyła się z piosenkarzem i youtuberem Joshuą Davidem Evansem. Filmik z zaręczyn osiągnęło wynik ponad 6 milionów wyświetleń w serwisie YouTube. Temat ich związku jako pary znanej z YouTube został poruszony w jednym z odcinków talk-show Nightline stacji ABC w 2015. Para wzięła ślub 2 lipca 2015 w Kalifornii. Filmik prezentujący relację z ceremonii ślubnej osiągnął wynik ponad 10 milionów wyświetleń w serwisie YouTube. 30 września 2016 para ogłosiła, że się rozwodzi.
W 2016 poznała aktora Erika Stocklina, z którym zaczęła spotykać się na początku 2018. W czerwcu 2018 potwierdzili zaręczyny. 10 grudnia urodził im się syn, Flynn Timothy. 6 listopada 2021 roku Colleen urodziła bliźnięta - syna Wesleya Coya i córkę Maisy Joanne.

## Kontrowersje
W 2023 youtuber Kodee Dahl zarzucił Colleen Ballinger grooming w stosunku do osób nieletnich. Przedstawił on w swoim filmie zrzuty ekranu, na których piosenkarka miała między innymi pytać jednego z wtedy nieletnich fanów - Adama McIntyrego, o "ulubione pozycje seksualne" lub o to "czy jest w stanie dziewictwa". Ballinger odpowiedziała filmem, w którym odpowiada na oskarżenia jednocześnie grając na ukulele. Film spotkał się z negatywnym odbiorem internautów i stał się obiektem wielu memów i parodii.